# Либано (Белуно)
Либано (итал. Libano) је насеље у Италији у округу Белуно, региону Венето.
Према процени из 2011. у насељу је живело 554 становника. Насеље се налази на надморској висини од 514 м.